# UPN (stålprofil)
UPN som står för Normal-Profil U är en varmvalsad stålprofil specificerad i Euronorm 24.
UPN används numera sparsamt, då den används är det för speciella ändamål där man har nytta av profilens tjocka sluttande (14%) fläns.
Som U-balk att användas som allmänt konstruktionselement har UPN ersatts av UPE